# أوتو ثيل
أوتو ثيل (و. 1891 – 1915 م) هو لاعب كرة قدم ألماني، ولد في برلين، شارك في الألعاب الأولمبية الصيفية 1912، مركز لعبه هو مهاجم، توفي في برلين، عن عمر يناهز 24 عاماً.

## روابط خارجية
- أوتو ثيل على موقع قاعدة بيانات كرة القدم.إي يو (الإنجليزية)
- أوتو ثيل على موقع ناشيونال فوتبول تيمز (الإنجليزية)
- أوتو ثيل على موقع عالم كرة القدم.نت (الإنجليزية)
- أوتو ثيل على موقع أوليمبيديا (الإنجليزية)